# Нортон, Мэри (писательница)
Мэри Нортон (англ. Mary Norton, в девичестве Пирсон; 10 декабря 1903 — 29 августа 1992, графство Девон, Великобритания) — британская детская писательница.

## Биография
Мэри Но́ртон родилась в семье врача. Вышла замуж за Роберта Нортона в 1927 году и родила четверых детей, 2 мальчиков и 2 девочек. Вторым её мужем стал Лайонел Бонси, за которого она вышла в 1970 году.
Она начала писать, работая на Британскую Комиссию в Нью-Йорке во время Второй мировой войны. Её первая книгой была «Волшебный набалдашник, или Как стать ведьмой за десять лёгких уроков», опубликованная в 1943 году. Эта книга и её продолжение, «Костры и мётлы», стали основой для фильма «Набалдашник и метла» компании Walt Disney Productions.
Самая знаменитая сказка Нортон — «Добывайки» (или «Заёмщики») экранизировалась многократно: в 1973 году компанией NBC (телефильм), в 1992 году компанией Би-би-си (мини-сериал), в 1997 году кинокомпанией PolyGram Filmed Entertainment — Воришки (англ. The Borrowers) и студией Ghibli в 2010 году — аниме-фильм «Ариэтти из страны лилипутов», в 2011 году — «Добывайки» (фильм). В 1952 году за повесть «Добывайки» Мэри Нортон была награждена медалью Карнеги
Мэри Нортон умерла от апоплексического удара в Девоне, Англия, в 1992 году.